# Phêrô Đoàn Công Quí
Phêrô Đoàn Công Quí (1826 – 1859) là một linh mục Công giáo người Việt, ông còn là một trong 117 vị thánh tử đạo Việt Nam.

## Tiểu sử
Ông sinh năm 1826 tại thôn Hưng Định, tổng Bình Chánh Thượng, huyện Bình An, phủ Phước Long, trấn Biên Hòa, nay là phường Thuận An, Thành phố Hồ Chí Minh, thuộc Giáo phận Phú Cường, là con trai út của ông Antôn Đoàn Công Miêng và bà Anê Nguyễn Thị Trường, gia đình vốn dòng đạo đức, quyền quý, nguyên quán ở Huế đã từng phò vua giúp nước. Ông bà là người di cư từ miền Trung (Huế) vào Nam và muốn Quí theo đường học vấn đàng hoàng để làm vẻ vang cho dòng tộc, nhưng Quí lại thường đến với linh mục nhà thờ họ Búng tên là Tám. Một thời gian sau, cậu xin phép cha mẹ được ở và theo học luôn với linh mục này, thỉnh thoảng mới về thăm gia đình. Tên của các anh chị của cậu Phêrô Quí là: Phêrô Đoàn Công Thới, Maria Đoàn Thị Bường, Augustinô Đoàn Công Đã, Micae Đoàn Công Rạng, Antôn Đoàn Công Báu.
Năm 1847, linh mục Tám giới thiệu Thầy Quí với linh mục Gioan Miche (Mịch) – sau này là Giám mục – để xin học tiếng Latinh và theo đường tu tập. Về sau, Thầy Quí gia nhập chủng viện Thánh Giuse ở Thị Nghè, tỉnh Gia Định. Năm 1848, với chức thầy giảng, thầy được gửi đi du học tại đại chủng viện của Hội Thừa sai Paris bên Penang (Mã Lai) để học triết học, thần học, ngoại ngữ và văn chương. Sau 7 năm được hướng dẫn, học tập và tu đức tương đối đầy đủ, Thầy lên đường trở về quê hương vào ngày 11.4.1855 trong bối cảnh vua Tự Đức ra sắc chỉ cấm đạo Công giáo gay gắt. Trong tình thế ấy, Giám mục Lefèvre (Ngải) giao cho ông nhiệm vụ chăm sóc, dạy dỗ, động viên giáo dân tại các họ đạo địa phương, lúc này phụ thân đã qua đời. Năm 1858, ông được truyền chức linh mục tại nhà thờ Thủ Dầu Một. Một thời gian phục vụ tại các giáo xứ vùng Lái Thiêu, Gia Định và Kiến Hòa, linh mục Phêrô Đoàn Công Quí chuyển về Vĩnh Long làm linh mục phó xứ Cái Mơn.
Cuộc bách hại đạo Công giáo của vua Tự Đức ngày càng khốc liệt, quân lính bao vây Dòng Mến Thánh Giá Cái Mơn để lùng bắt giáo sĩ, nhưng vì không bắt được ai nên họ bắt giam một nữ tu để tra khảo. Nghe tin đó, linh mục Quí muốn nộp mạng để lính tha cho các nữ tu nhưng giáo dân đã ngăn cản ông thực hiện việc này. Linh mục bề trên của giáo phận là Borelle (Hòa) giao cho linh mục Quí cải trang thành dân thường để đi thăm viếng, an ủi và ban các bí tích cho các giáo dân nên ông mới nguôi ý định nộp mạng.
Ngày 27 tháng 12 năm 1858, linh mục Quí được bổ nhiệm về giáo họ Đầu Nước ở Cù Lao Giêng (tỉnh An Giang). Với tính tình vui vẻ, hiền lành, hòa đồng với mọi người, các giáo hữu rất trân trọng và kính mến, linh mục Quí luôn an ủi những người đau khổ, nhủ bảo những kẻ khô khan nguội lạnh, thương yêu giúp đỡ những ai túng thiếu... nhờ đó mà tinh thần đạo đức rất sốt nóng, phấn khởi lan rộng.
Ngày 7 tháng 1 năm 1859 (nhằm lễ Ba Vua), quan quân triều đình bao vây nhà ông trùm họ (còn gọi là ông Câu) Emmanuel Lê Văn Phụng để bắt đạo trưởng Tây (tức các giáo sĩ phương Tây), các giáo dân khác báo tin và một linh mục đề nghị với linh mục Quí cùng đi trốn, nhưng ông không đi mà chạy vào ẩn nấp dưới sàn nhà ông Phụng. Thấy binh lính chuẩn bị đánh đòn chủ nhà để tra khảo, linh mục Quí tự ra nhận mình là đạo trưởng, nhưng binh lính không chịu và nói chắc chắn là còn có đạo trưởng Tây ở trong nhà này. Khi một em bé chỉ và nói linh mục Quí là đạo trưởng thì binh lính liền trói ông, ông Phụng và 32 giáo dân khác rồi giải về Châu Đốc.
Quan thẩm vấn linh mục này nhiều điều và hứa sẽ tha cho ông nếu ông tuyên bố bỏ đạo nhưng ông vẫn kiên quyết không bao giờ bỏ đạo Công giáo. Quan ra lệnh tống giam ông và đồng thời dùng nhiều phương kế dụ dỗ, đe dọa, tra tấn để ông đổi ý nhưng ông vẫn không chịu. Sau cùng, quan thảo bản án trảm quyết gửi về kinh đô xin ý kiến.
Ngày 30 tháng 7 năm 1859, linh mục Đoàn Công Quí và ông Lê Văn Phụng nhận án tử và ra pháp trường xử trảm và xử giảo ngày hôm sau. Thi hài họ được an táng tại nhà thờ Năng Gù, về sau được cải táng về chủng viện Cù Lao Giêng vào năm 1959.
Giáo hoàng Piô X suy tôn chân phước cho linh mục Phêrô Đoàn Công Quí vào ngày 2 tháng 5 năm 1909. Ngày 19 tháng 6 năm 1988, Giáo hoàng Gioan Phaolô II suy tôn ông lên bậc hiển thánh. Ngày nay, tên của ông được đặt cho một đại chủng viện ở Việt Nam là Đại chủng viện Thánh Quí

## Tên Quí hay Quý?

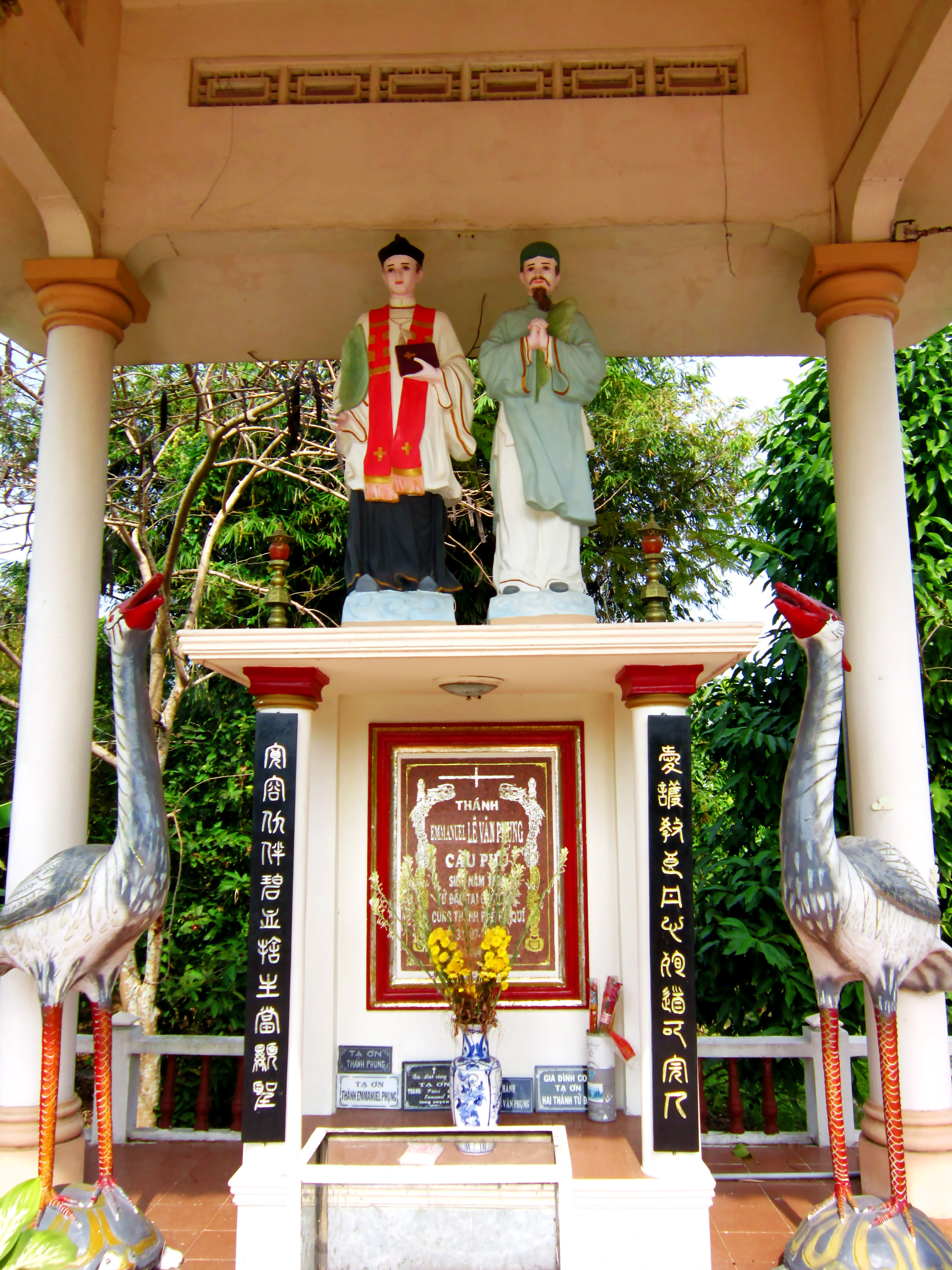
Đền tưởng niệm Thánh Phêrô Đoàn Công Quí (trái) và Thánh Emmanuel Lê Văn Phụng (phải) trên Cù lao Giêng

Tên của ông thường được viết là Phêrô Đoàn Công Quý, nhưng có ý kiến cho rằng viết tên "Quí" thì chính xác hơn. Một số nguồn sau đây củng cố ý kiến này:
- Theo linh mục Jean Claude Pernot, đã từng sống và làm việc với vị thánh, sau này kể lại ở Paris luôn ghi: "le prêtre Qui" hoặc "P. Quí"
- Linh mục Borelle rất quen biết với ông Câu Phụng và linh mục Phêrô Quí, đã viết bài tường thuật rất tỉ mỉ được đăng trong tập san của Hội Truyền Bá Đức Tin, số 33, năm 1860, cũng ghi rõ: P. Quí.
- Trong bản ghi nguồn gốc họ đạo Búng, linh mục Martin (MEP) thuộc Hội Thừa sai Paris, ngày 10-2-1911, cũng ghi "le Bienheureux Pierre Quí (trang 6 và trang 10).
- Trong sách "Thánh Giáo Yếu Lý" vấn đáp, năm 1953, do nhà xuất bản Tân Định, in lần thứ 11, trang 102, "Những điều vinh hạnh đặc biệt của địa phận Sài Gòn", có viết: Ngày 02-5-1909, Đức Giáo Tông Piô X phong lên bậc Á Thánh: cha Phêrô Quí, ông trùm Emmanuel Phụng, cha Phaolô Lộc, cha Phêrô Lựu, ông trùm Giuse Lựu và Phaolô Hạnh.
- Adrien Launay, trong "Les trente cinq Vénérablles Serviteurs de Dieu", P. Lethielleux, Libraire - Editeur, 1907, trang 151 - 157, viết là "cha P. Quí".
- Ngày 17 tháng 2 năm 1960, Giám mục Simon Hòa Nguyễn Văn Hiền khánh thành tượng đài ông tại họ đạo Búng, tại chân đế tượng ghi rằng: Thánh Phê rô Đoàn Công Quí.
- Ngày 31 tháng 7 năm 1967, khi viết tờ xin làm gia phả đầy đủ cho ông, người cháu đời thứ tư của ông là Đoàn Công Tần viết rằng: "Tông chi than tộc Á Thánh Đoàn Công Quí".